# All for Love (banda)
All for Love es una banda argentina de Metalcore formada en Buenos Aires en el 2011.

## Historia
All for Love se formó en Buenos Aires, en 2011, por el vocalista gutural Rodrigo Rabita, el vocalista melódico Jean Pierre Moreno, los guitarristas Guido De la Vega y Jonathan Moreno, así como el bajista Tito Placenti y el baterista Joel Maidana. Maidana y De la Vega dejarían el grupo musical y serían reemplazados por Ezequiel Benítez en la batería, y Damián Blanco en la guitarra.

### Dejando el ayer
La banda firmó un contrato con Avalancha Producciones (ARG) para producir un EP de cuatro pistas. Durante el proceso de grabación, deciden realizar un álbum de estudio de larga duración en lugar de un EP. Esperaban publicar dicho álbum debut —titulado Dejando el ayer — el 14 de diciembre de 2012, pero debido a un defecto técnico, el lanzamiento sería pospuesto. Los músicos divulgarían varias canciones de la grabación vía YouTube.
El 20 de junio de 2013, firmarían con el Sello Punk argentino Pinhead Records (ARG), y publicarían el alálbum en todo el país, el 15 de julio de aquel año. Dejando el ayer fue grabado en PGM Studios (ARG), y fue producido por Nicolas Ghiglione.
El grupo musical realizaría una gira musical por Argentina para promocionar su álbum de estudio, y difunden dos videos musicales para las canciones «Cuando alguien se nos va» y «Hoy somos más».
Compartirían escenario con conocidos connacionales como Deny, Coralies, En Nuestros Corazones, Valor Interior y Mi Última Solución, y con bandas internacionales como August Burns Red y We Came as Romans.

### Como un océano
En enero del 2015, anuncian su segundo trabajo, Como un océano, que se publicaría el 20 de septiembre a través de Pinhead Records(ARG). El 11 de agosto difunden la primera canción del nuevo disco, titulada «El final de tus palabras». El primer lanzamiento oficial fue Ayúdame a salir, junto con un video musical. 
All for Love anunció sorpresivamente su ruptura el 30 de septiembre de 2017, con su último concierto, que fue el 25 de noviembre del mismo año.
Igualmente, los mismos, anunciaron sopresivamente su vuelta al escenario un 14 de diciembre de 2018.

## Estilo musical
La música de All for Love puede ser descrita como post-hardcore, o una melódica versión del metalcore. Muchas letras tratan sobre problemas sociales, relaciones rotas y sus creencias en Dios. La música es comparable con We Came as Romans, Crown the Empire y Upon This Dawning.

## Integrantes
Integrantes actuales
- Rodrigo Rabita: Voces guturales.
- Jean Pierre Moreno: Voces claras.
- Jonathan Moreno: Guitarra y coros.
- Damián Blanco: Guitarra.
- Tito Placenti: Bajo.
- Ezequiel Benítez: Batería.

Integrantes anteriores
- Guido De la Vega: Guitarra rítmica y screams.
- Esteban Ivani: Batería.
- Joel Maidana: Batería.

## Discografía

### Álbumes de estudio
- 2013 - Dejando el ayer
- 2015 - Como un océano
- 2024 - IKIGAI

### Sencillos
- 2017 - Días negros
- 2017 - El tiempo no espera a nadie
- 2023 - Kitsugi
- 2024 - 暴走 Bōsō / Control
- 2024 - Yutori / ゆとり
- 2024 - Oni Ft Nazareno Antolini

## Videografía
| Año  | Canción                                 | Álbum           |
| ---- | --------------------------------------- | --------------- |
| 2014 | «Cuando alguien se nos va»              | Dejando el ayer |
| 2014 | «Hoy somos más» (ft. Sebastian Vazquez) | Dejando el ayer |
| 2014 | «Hoy somos más (Acústico)»              | Dejando el ayer |
| 2014 | «Despertar (Live Session)»              | Dejando el ayer |
| 2015 | «Ayúdame a salir»                       | Como un océano  |
| 2018 | «Juntos»                                | Como un océano  |